# دسيل (القبيطة)

تعديل مصدري - تعديل

دسيل هي إحدى قرى عزلة كرش بمديرية القبيطة التابعة لمحافظة لحج، بلغ تعداد سكانها 108 نسمة حسب تعداد اليمن لعام 2004.